# Le Géant de Thessalie
Pour plus de détails, voir Fiche technique et Distribution.
Le Géant de Thessalie (titre original : I giganti della Tessaglia) est un film franco-italien réalisé par Riccardo Freda, sorti en 1960.

## Synopsis
Roi de Thessalie, Jason part à la recherche de la toison d'or. Après avoir affronté une tempête, le navire des Argonautes accoste sur une petite île gardée par un monstre sanguinaire. Pendant ce temps, tout le monde convoite le trône de Thessalie.

## Fiche technique
- Titre original : I giganti della Tessaglia
- Réalisation : Riccardo Freda
- Scénario : Riccardo Freda, Giuseppe Masini et Mario Rossetti
- Directeurs de la photographie : Raffaele Masciocchi et Václav Vich
- Montage : Otello Colangeli
- Musique : Carlo Rustichelli
- Costumes : Mario Giorsi
- Production : Giuliano Sambati
- Genre : Péplum
- Pays de production :  Italie,  France
- Durée : 95 minutes
- Dates de sortie :
  - Italie : 6 décembre 1960
  - France : 7 juillet 1961

## Distribution
- Roland Carey (VF : Marc Cassot) : Jason
- Ziva Rodann (VF : Mireille Darc) : Creusa
- Alberto Farnese (VF : Jean Claudio) : Adrasto
- Massimo Girotti (VF : Jean-Claude Michel) : Orphée
- Nadia Sanders (it) (VF : Claire Guibert) : La Regina Caia
- Luciano Marin (it) (VF : Michel Cogoni) : Euristhée
- Cathia Caro (VF : Sophie Leclair) : Aglaia
- Alfredo Varelli (VF : Jacques Beauchey) : Argo
- Gil Delamare (VF : Gérard Darrieu) : Alcée
- Maria Teresa Vianello (it) (VF : Joëlle Janin) : Olivia
- Nando Tamberlani (it) (VF : René Fleur) : le père d'Aglaia
- Alberto Sorrentino (VF : Jean Berton) : Licaone
- Massimo Pianforini (VF : Georges Hubert) : le père d'Argo
- Paolo Gozlino (VF : Jacques Deschamps) : Laerte
- Raf Baldassarre (VF : Georges Aminel) : Antinœus
- Jacques Stany : un compagnon de Jason